# Para-brisas

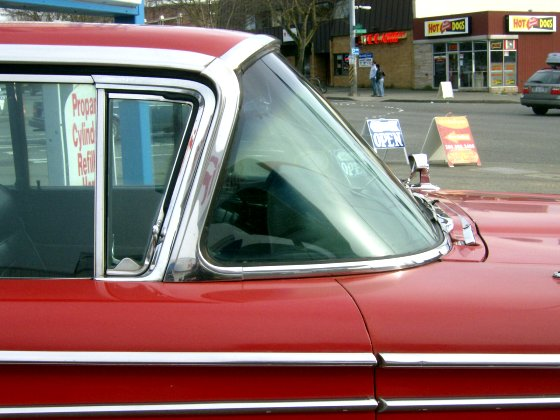
Um para-brisa panorâmico, modelo Edsel Corsair de 1959.

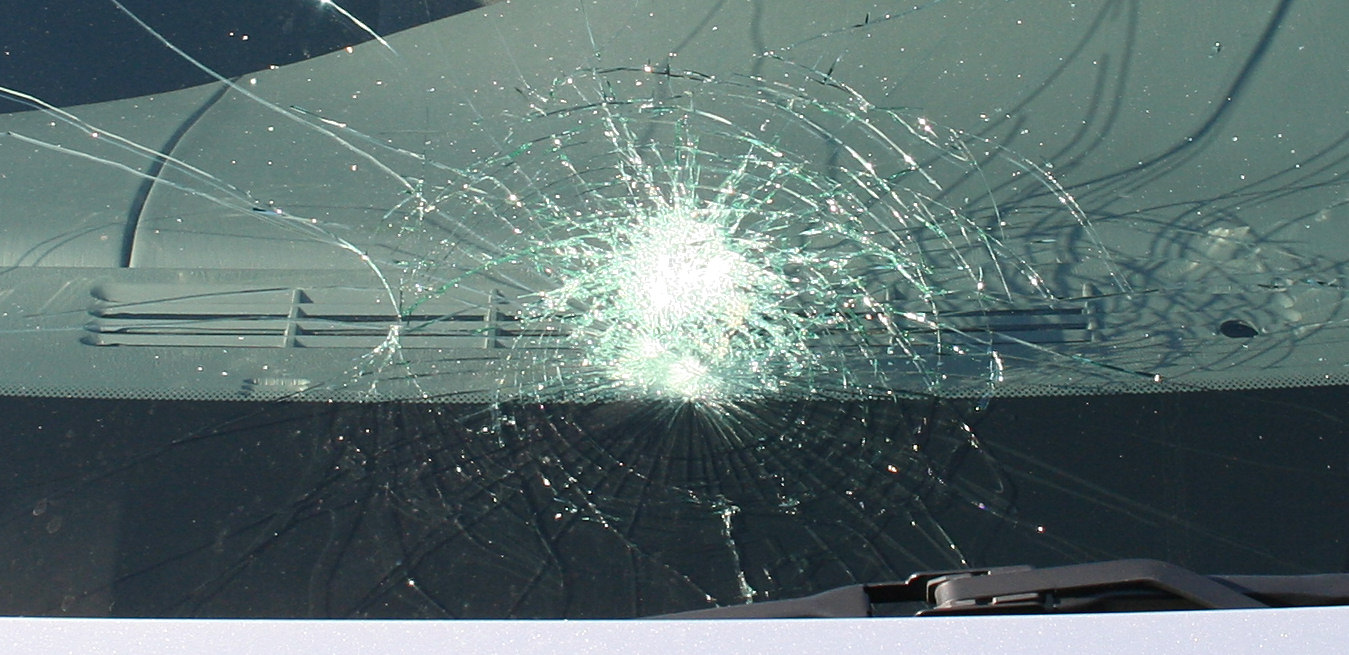
Um para-brisa estilhaçado.

O para-brisas (pré-AO 1990: pára-brisas) de uma aeronave, carro, ônibus, moto, caminhão, trem, barco ou bonde é a janela dianteira, que fornece visibilidade enquanto protege os ocupantes dos elementos, como: chuva, insetos, e contra a força do vento.
No automóvel, o para-brisas é composto por duas lâminas de vidro que são unidas por uma camada de PVB (polivinilbutino) que "gruda" uma lâmina à outra, e em caso de quebra, não permite o estilhaçamento dos vidros.
Antes de 1940 os para-brisas usados nos veículos automóveis caíam para a frente no momento de um impacto: eram utilizados os de vidro temperado, que no momento do impacto eram de alta periculosidade para condutor e passageiros já que emitiam partículas de vidro como que em explosão. O avanço técnico levou ao moderno para-brisa de vidro laminado, dando maior garantia de segurança, pois no momento do impacto o vidro estala sem deixar desprender partículas perigosas para os ocupantes do veículo.

## Reparar
A rachadura do para-brisa nem sempre justifica a substituição. De acordo com a US National Windshield Repair Association, muitos tipos de lascas e rachaduras podem ser reparados. O reparo depende do tamanho da rachadura, da posição da rachadura, profundidade e tipo de rachadura.
O conserto do para-brisa é um processo complicado para DIY. A resistência do para-brisa pode afetar a integridade estrutural geral do carro. Você precisa de um técnico qualificado e experiente para fazer o trabalho. O processo começa com a limpeza dos detritos da rachadura e criando um vácuo ao redor da rachadura. Em seguida, uma resina química é preenchida dentro da rachadura por meio de um injetor. Depois que a rachadura é preenchida, ela é tratada com raios ultravioleta. Depois de concluir essas etapas, o para-brisa reparado tem cerca de 99% da clareza e 96% da resistência estrutural restaurada.

## Segurança
A segurança é o aspecto mais importante para os fabricantes de automóveis e também para os governos. Para manter os para-brisas dos carros seguros para os passageiros, os governos definiram regras sob as leis de veículos motorizados. Qualquer carro vendido em qualquer país da Europa precisa da certificação ECE para todos os tipos de óculos. Da mesma forma, para os EUA, a certificação DOT é necessária. Essas certificações garantem a confiabilidade e qualidade dos para-brisas utilizados nos veículos e garantem a segurança do consumidor.